# Tikaf
Matías Alberto Salvemini (Buenos Aires, Argentina, 9 de mayo de 1984) conocido por su nombre artístico Tikaf, es un músico, compositor y cantante. Este artista está dedicado al World Music, en su estilo convergen el Reggae y el Dancehall.

## Biografía
Matías Alberto Salvemini nació en Buenos Aires, Argentina, el 9 de mayo de 1984. Su carrera profesional se inicia en Argentina en el año 2007, como miembro fundador de la agrupación de Reggae Jah Works con la cual se presentó en diferentes pubs, clubes y en medios de comunicación como FM Rock & Pop en el programa La de Dios conducido por Santiago Palazzo.
A partir del año 2008 inició su carrera solista con el nombre Tikaf grabando varios sencillos, colaboraciones y 5 álbumes de forma "No Oficial". Para el año 2012 formó la R7 Band la cual lo acompañó como backing Band y con quienes realizó un tour en México.
En el año 2016 editó de forma oficial su primer Álbum titulado Imparable,producido por "Sistema Estudio", distribuido en formato físico y digital por el sello Afro Récords con el músico y productor Hernán "Don Camel" Szforzini, dicha obra cuenta con colaboraciones de artistas como Sizzla,Malena D'Alessio entre otros. En 2019 inicio una gira por diferentes países de Latinoamérica, donde finalmente se asienta de forma permanente en Puerto Viejo de Talamanca.
En 2021 grabó junto a Toledo,Jahricio,Ghettox & Mike Joseph la canción llamada "Reggae Cypher" producida por Ruff & Tuff & Fire Lion Músic, Además trabajó junto al productor DJ Vadim, con quién grabó la canción "Grandma Wine" la cual fue incluido en el álbum Feel up Vol.1 de DJ Vadim, bajo el sello Francés Soul Beats Músic. 
En 2022 participa del "Rambo Riddim" producido por DJ P "El Musikario" & "Killa Productions CR",con Fyahbwoy, Grankhan, Toledo entre otros, el cual fue lanzado junto a un videoclip oficial por "Killa Sessions".